# Podatek od spadków i darowizn
Ten artykuł należy dopracować:

przedstawiono sytuację tylko z polskiej perspektywy – artykuł powinien być przekrojowy.
Pomóż go poprawić. Na stronie dyskusji mogą znajdywać się pomocne komentarze.
Podatek od spadków i darowizn – podatek pobierany na podstawie ustawy z dnia 28 lipca 1983 r. o podatku od spadków i darowizn (Dz.U. z 2024 r. poz. 1837). Podatek od spadków i darowizn jest podatkiem bezpośrednim, od przyrostu masy majątku, osobistym i samorządowym (gminnym).

## Przedmiot podatku
Podatkiem objęte jest nabycie własności rzeczy znajdujących się na terytorium Rzeczypospolitej Polskiej lub praw majątkowych wykonywanych na terytorium Rzeczypospolitej Polskiej, tytułem: 
- spadku,
- darowizny,
- zasiedzenia,
- nieodpłatnego zniesienia współwłasności,
- zachowku, jeżeli uprawniony nie uzyskał go w postaci uczynionej przez spadkodawcę darowizny lub w postaci powołania do spadku albo w postaci zapisu,
- nabycie praw do wkładu oszczędnościowego na podstawie dyspozycji wkładem na wypadek jego śmierci,
- nabycie jednostek uczestnictwa na podstawie dyspozycji uczestnika funduszu inwestycyjnego otwartego albo specjalistycznego funduszu inwestycyjnego otwartego na wypadek jego śmierci,
- nabycie własności rzeczy znajdujących się za granicą lub praw majątkowych wykonywanych za granicą, jeżeli w chwili otwarcia spadku lub zawarcia umowy darowizny nabywca był obywatelem polskim lub miał miejsce stałego pobytu na terytorium Rzeczypospolitej Polskiej.

Podatkowi nie podlega:
- nabycie własności rzeczy ruchomych znajdujących się na terytorium RP lub praw majątkowych podlegających wykonaniu na terytorium RP, jeżeli w dniu nabycia ani nabywca, ani też spadkodawca lub darczyńca nie byli obywatelami polskimi i nie mieli miejsca stałego pobytu lub siedziby na terytorium RP,
- nabycie w drodze spadku lub darowizny praw autorskich i praw pokrewnych, praw do projektów wynalazczych, znaków towarowych i wzorów zdobniczych oraz wierzytelności wynikających z nabycia tych praw,
- nabycie środków z pracowniczego programu emerytalnego,
- nabycie w drodze spadku środków zgromadzonych na rachunku zmarłego członka otwartego funduszu emerytalnego,
- nabycie w drodze spadku środków zgromadzonych na indywidualnym koncie emerytalnym.

## Podmiot opodatkowania
Podatnikami podatku od spadków i darowizn są osoby fizyczne, które nabyły własność rzeczy i prawa majątkowe w sposób wyżej wskazany.
Płatnikami podatku od spadków i darowizn są notariusze – od darowizny dokonanej w formie aktu notarialnego albo zawartej w tej formie umowy nieodpłatnego zniesienia współwłasności lub ugody w tym przedmiocie.

## Podstawa podatku
Podstawę podatku stanowi wartość nabytych rzeczy i praw majątkowych po potrąceniu długów i ciężarów (czysta wartość), ustalona według stanu rzeczy i praw majątkowych w dn. nabycia i cen rynkowych z dn. powstania obowiązku podatkowego.
Do długów i ciężarów oraz innych odliczeń zalicza się:
- koszty ostatniej choroby spadkodawcy, jeżeli nie zostały pokryte za jego życia i z jego majątku,
- koszty pogrzebu spadkodawcy, łącznie z nagrobkiem w takim zakresie, w jakim koszty te odpowiadają zwyczajom przyjętym w danym środowisku,
- koszty postępowania spadkowego,
- wynagrodzenie wykonawcy testamentu,
- obowiązki wykonywania zapisów oraz poleceń zamieszczonych w testamencie.

Minimum wolne od podatku:
1. 9637 zł – jeżeli nabywcą jest osoba zaliczona do I grupy podatkowej,
2. 7276 zł – jeżeli nabywcą jest osoba zaliczona do II grupy podatkowej,
3. 4902 zł – jeżeli nabywcą jest osoba zaliczona do III grupy podatkowej.

Jeżeli nabycie własności rzeczy i praw majątkowych od tej samej osoby następuje więcej niż jeden raz, do wartości rzeczy i praw majątkowych ostatnio nabytych dolicza się wartość rzeczy i praw majątkowych nabytych od tej osoby lub po tej samej osobie w okresie 5 lat poprzedzających rok, w którym nastąpiło ostatnie nabycie. Od podatku obliczonego od łącznej wartości nabytych rzeczy i praw majątkowych potrąca się podatek przypadający od objętych podatkiem poprzednio nabytych rzeczy i praw majątkowych. Wynikająca z obliczenia nadwyżka podatku nie podlega ani zaliczeniu na poczet innych podatków, ani zwrotowi. Nabywcy obowiązani są w zeznaniu podatkowym wymienić rzeczy i prawa majątkowe nabyte w podanym wyżej okresie.
Wysokość podatku ustala się w zależności od grupy podatkowej, do której zaliczony jest nabywca.

## Powstanie obowiązku podatkowego
- przy nabyciu w drodze dziedziczenia – z chwilą przyjęcia spadku,
- przy nabyciu w drodze zapisu lub dalszego zapisu – od daty ogłoszenia testamentu,
- przy nabyciu z polecenia testamentowego – z chwilą wykonania tego polecenia,
- przy nabyciu tytułem zachowku – z chwilą zaspokojenia roszczenia lub jego części,
- przy nabyciu praw do wkładów oszczędnościowych na podstawie dyspozycji wkładcy na wypadek jego śmierci – z chwilą śmierci wkładcy,
- przy nabyciu jednostek uczestnictwa na podstawie dyspozycji uczestnika funduszu inwestycyjnego otwartego albo specjalistycznego funduszu inwestycyjnego otwartego na wypadek jego śmierci – z chwilą śmierci uczestnika funduszu inwestycyjnego
- przy nabyciu w drodze darowizny – z chwilą złożenia przez darczyńcę oświadczenia w formie aktu notarialnego, a w razie zawarcia umowy bez zachowania przewidzianej formy – z chwilą spełnienia przyrzeczonego świadczenia. Jeżeli ze względu na przedmiot darowizny przepisy wymagają szczególnej formy dla oświadczeń obu stron, obowiązek podatkowy powstaje z chwilą złożenia takich oświadczeń,
- przy nabyciu z polecenia darczyńcy – z chwilą wykonania polecenia,
- przy nabyciu w drodze zasiedzenia – z chwilą uprawomocnienia się postanowienia sądu stwierdzającego zasiedzenie,
- przy nabyciu w drodze nieodpłatnego zniesienia współwłasności – z chwilą zawarcia umowy albo ugody lub uprawomocnienia się orzeczenia sądu, jeżeli ich skutkiem jest nieodpłatne zniesienie współwłasności.

## Czynności i dokumenty związane z podatkiem od spadków i darowizn
Podatnicy obowiązani są do złożenia zeznania podatkowego, z wyłączeniem przypadków, gdy podatek pobierany jest przez płatnika (dokonana w formie aktu notarialnego umowa darowizny, umowa nieodpłatnego zniesienia współwłasności lub ugoda w tym przedmiocie). Szczegółowe zasady dotyczące składania zeznań podatkowych określa Rozporządzenie Ministra Finansów z dnia 26 września 2011 r. w sprawie 
zeznania podatkowego składanego przez podatników podatku od spadków i darowizn (Dz.U. z 2011 r. nr 216, poz. 1276). 
Termin do złożenia zeznania podatkowego wynosi:
- 6 miesięcy od dnia powstania obowiązku podatkowego, jeżeli zgon nastąpił po 1 stycznia 2007 r.
- 1 miesiąc od dnia powstania obowiązku podatkowego, jeżeli zgon nastąpił przed 31 grudnia 2006 r.

Do składanego zeznania podatnik winien dołączyć dokumenty mające wpływ na określenie podstawy opodatkowania potwierdzające: 
- nabycie rzeczy i praw majątkowych, w szczególności mogą to być: orzeczenie sądu, testament, umowa, ugoda, zaświadczenie z banku o nabyciu praw do wkładu oszczędnościowego na podstawie dyspozycji wkładcy lub zaświadczenie towarzystwa funduszy inwestycyjnych o nabyciu jednostek uczestnictwa na podstawie dyspozycji uczestnika funduszu inwestycyjnego otwartego albo specjalistycznego funduszu inwestycyjnego otwartego na wypadek jego śmierci,
- posiadanie przez zbywającego tytułu prawnego do rzeczy i praw majątkowych wymienionych w zeznaniu,
- istnienie długów i ciężarów, obciążających nabyte rzeczy i prawa majątkowe, a przy nabyciu w drodze zasiedzenia – poniesienie nakładów na rzecz przez nabywcę podczas biegu zasiedzenia.

Skala podatkowa i kwoty wolne od podatku podlegają okresowej waloryzacji.

## Grupy podatkowe
Jest to konstrukcja swoista tylko dla tego podatku i wynika ona z osobistego charakteru podatku od spadków i darowizn. W ustawie są 3 grupy podatkowe, a zaliczenie do każdej z nich odbywa się na podstawie osobistego stosunku między nabywcą i zbywającym. Im pokrewieństwo jest bliższe, tym cyfra jest niższa, a obciążenie podatkiem mniejsze. 
Do poszczególnych grup podatkowych zalicza się:
	1)	do grupy I – małżonka, zstępnych, wstępnych, pasierba, zięcia, synową, rodzeństwo, ojczyma, macochę i teściów,
	2)	do grupy II – zstępnych rodzeństwa, rodzeństwo rodziców, zstępnych i małżonków pasierbów, małżonków rodzeństwa i rodzeństwo małżonków, małżonków rodzeństwa małżonków, małżonków innych zstępnych,
3)	Do grupy III – innych nabywców.
Konstrukcja grup podatkowych nie ma zastosowania w razie nabycia rzeczy lub prawa w drodze zasiedzenia, w tym przypadku istnieje jedna stawka podatkowa w wysokości 7%.

### Nabycie od tej samej osoby
Jeżeli nabycie własności rzeczy i praw majątkowych od tej samej osoby następuje więcej niż jeden raz, do wartości rzeczy i praw majątkowych ostatnio nabytych dolicza się wartość rzeczy i praw majątkowych nabytych od tej osoby lub po tej samej osobie w okresie 5 lat poprzedzających rok, w którym nastąpiło ostatnie nabycie (ma to zastosowanie tylko w wypadku darowizny). Od podatku obliczonego od łącznej wartości nabytych rzeczy i praw majątkowych potrąca się podatek przypadający od opodatkowanych poprzednio nabytych rzeczy i praw majątkowych. Wynikająca z obliczenia nadwyżka podatku nie podlega ani zaliczeniu na poczet innych podatków, ani zwrotowi. Nabywcy obowiązani są w zeznaniu podatkowym wymienić rzeczy i prawa majątkowe nabyte w podanym wyżej okresie (art. 9).

### Skala podatkowa i odliczenia
Podatek oblicza się od nadwyżki podstawy opodatkowania ponad kwotę wolną od podatku, według następujących skal:
| Skala podatkowa w roku 2012 (od wysokości nadwyżki) | Skala podatkowa w roku 2012 (od wysokości nadwyżki) | Skala podatkowa w roku 2012 (od wysokości nadwyżki) |
| --------------------------------------------------- | --------------------------------------------------- | --------------------------------------------------- |
| Ponad                                               | Do                                                  | Podatek wynosi                                      |
| I grupa podatkowa                                   |                                                     |                                                     |
|                                                     | 10 278 PLN                                          | 3%                                                  |
| 10 278 PLN                                          | 20 556 PLN                                          | 308 zł 30 gr i 5% nadwyżki ponad 10 278 zł          |
| 20 556 PLN                                          |                                                     | 822 zł 20 gr i 7% nadwyżki ponad 20 556 zł          |
| II grupa podatkowa                                  |                                                     |                                                     |
|                                                     | 10 278 PLN                                          | 7%                                                  |
| 10 278 PLN                                          | 20 556 PLN                                          | 719 zł 50 gr i 9% od nadwyżki ponad 10 278 zł       |
| 20 556 PLN                                          |                                                     | 1644 zł 50 gr i 12% od nadwyżki ponad 20 556 zł     |
| III grupa podatkowa                                 |                                                     |                                                     |
|                                                     | 10 278 PLN                                          | 12%                                                 |
| 10 278 PLN                                          | 20 556 PLN                                          | 1233 zł 40 gr i 16% od nadwyżki ponad 10 278 zł     |
| 20 556 PLN                                          |                                                     | 2877 zł 90 gr i 20% od nadwyżki ponad 20 556 zł     |

### Preferencje przy nabywaniu nieruchomości
W przypadku nabycia własności (współwłasności) budynku mieszkalnego lub lokalu mieszkalnego stanowiącego odrębną nieruchomość, spółdzielczego własnościowego prawa do lokalu mieszkalnego lub udziału w takim prawie, spółdzielczego prawa do domu jednorodzinnego albo udziału w takim prawie: 
- w drodze dziedziczenia, zapisu, dalszego zapisu, polecenia testamentowego, darowizny lub polecenia darczyńcy przez osoby zaliczane do I grupy podatkowej,
- w drodze dziedziczenia, zapisu, dalszego zapisu lub polecenia testamentowego przez osoby zaliczane do II grupy podatkowej,
- w drodze dziedziczenia, zapisu, dalszego zapisu lub polecenia testamentowego przez osoby zaliczane do III grupy podatkowej, które sprawowały opiekę nad wymagającym takiej opieki spadkodawcą, na podstawie pisemnej umowy z podpisem notarialnie poświadczonym, przez co najmniej dwa lata od dnia poświadczenia podpisów przez notariusza

– nie wlicza się do podstawy opodatkowania ich czystej wartości do łącznej wysokości nieprzekraczającej 110 m² powierzchni użytkowej budynku lub lokalu. W przypadku nabycia części (udziału) budynku mieszkalnego lub lokalu albo udziału w spółdzielczym prawie do budynku mieszkalnego lub lokalu ulga przysługuje stosownie do wielkości udziału.

## Zwolnienia podatkowe

### Zwolnienia podmiotowe
Od 1 stycznia 2007 r. zwolnione z podatku od spadków i darowizn jest nabycie własności rzeczy lub praw majątkowych przez małżonka, zstępnych, wstępnych, pasierba, rodzeństwo, ojczyma i macochę, jeżeli zostanie ono zgłoszone właściwemu naczelnikowi urzędu skarbowego w terminie 6 miesięcy od dnia powstania obowiązku podatkowego, a w przypadku nabycia w drodze dziedziczenia w terminie 6 miesięcy od dnia uprawomocnienia się orzeczenia sądu stwierdzającego nabycie spadku. Jeżeli jednak nabywca dowiedział się o nabyciu własności rzeczy lub praw majątkowych po upływie powyższych terminów, omawiane zwolnienie stosuje się, gdy nabywca zgłosi te rzeczy lub prawa majątkowe naczelnikowi urzędu skarbowego nie później niż w terminie 6 miesięcy od dnia, w którym dowiedział się o ich nabyciu, oraz uprawdopodobni fakt późniejszego powzięcia wiadomości o ich nabyciu.

### Zwolnienia przedmiotowe
Zwolnione od podatku jest m.in.:
- nabycie własności lub prawa użytkowania wieczystego nieruchomości lub jej części wraz z częściami składowymi, pod warunkiem, że w rozumieniu przepisów o podatku rolnym, w chwili nabycia ta nieruchomość stanowi gospodarstwo rolne lub jego część albo wejdzie w skład gospodarstwa rolnego będącego własnością nabywcy i to gospodarstwo rolne będzie prowadzone przez nabywcę przez okres co najmniej 5 lat od dnia nabycia, z wyjątkiem:
  - budynków mieszkalnych,
  - budynków zajętych na cele specjalistycznego chowu i wylęgu drobiu lub specjalistycznej hodowli zwierząt wraz z urządzeniami i ze stadem hodowlanym, urządzeń do prowadzenia upraw specjalnych, jak: szklarnie, inspekty, pieczarkarnie, chłodnie, przechowalnie owoców
- nabycie w drodze darowizny pieniędzy lub innych rzeczy przez osobę zaliczoną do I grupy podatkowej w wysokości nieprzekraczającej 9 637 zł od jednego darczyńcy, a od wielu darczyńców łącznie nie więcej niż 19 274 zł w okresie 5 lat od daty pierwszej darowizny, jeżeli pieniądze te lub rzeczy obdarowany przeznaczy w okresie 12 miesięcy od dnia ich otrzymania na wkład budowlany lub mieszkaniowy do spółdzielni, budowę domu jednorodzinnego, nabycie lokalu mieszkalnego stanowiącego odrębną nieruchomość albo spłatę zabezpieczonego hipoteką kredytu mieszkaniowego wraz z odsetkami;
- nabycie w drodze darowizny praw do rachunku oszczędnościowo-kredytowego przez osobę pozostającą faktycznie we wspólnym pożyciu małżeńskim z posiadaczem rachunku oszczędnościowo-kredytowego w kasie mieszkaniowej, pod warunkiem przeznaczenia środków zgromadzonych na tym rachunku na cele mieszkaniowe;
- nabycie w drodze spadku:
  - przez osoby zaliczone do I i II grupy podatkowej przedmiotów wyposażenia mieszkania, pościeli, odzieży, bielizny oraz narzędzi pracy przeznaczonych do użytku w gospodarstwie domowym; jeżeli w skład wyposażenia mieszkania wchodzą meble zabytkowe, przepis lit. c niniejszego punktu stosuje się odpowiednio,
  - dzieł sztuki i rękopisów będących przedmiotem twórczości spadkodawcy oraz materiałów bibliotecznych, jeżeli spadkodawca zajmował się twórczością lub działalnością naukową, oświatową, artystyczną, literacką lub publicystyczną,
  - zabytków ruchomych i kolekcji wpisanych do rejestru zabytków, a także zabytków użyczonych muzeum w celach naukowych lub wystawienniczych na okres nie krótszy niż 2 lata,
  - przez osoby zaliczone do I i II grupy podatkowej zabytków nieruchomych wpisanych do rejestru zabytków, jeżeli nabywca zabezpiecza je i konserwuje zgodnie z obowiązującymi przepisami;

## Darowizna a podatek VAT
Zgodnie z art. 7 ust. 2 ustawy o VAT obowiązek opodatkowania darowizny występuje, gdy spełnione są łącznie dwa warunki:
- nieodpłatne przekazanie towarów następuje na cele niezwiązane z prowadzoną działalnością gospodarczą,
- podatnikowi przysługuje prawo do odliczenia podatku naliczonego od nabytych lub wytworzonych towarów.

Momentem powstania obowiązku podatkowego w VAT jest faktyczne przekazanie towaru. Samo podpisanie umowy darowizny nie jest wystarczające. 
Obdarowany podatnik nie ma prawa do odliczenia podatku VAT od otrzymanego towaru lub usługi będącej przedmiotem darowizny. Wynika to w głównej mierze z obowiązującej zasady neutralności podatku VAT.